# Bruno de Blignières
Pour les articles homonymes, voir Blignières et Famille Le Barbier de Blignières.
Arnaud (Bruno en religion) de Blignières (né le 14 mai 1952 à Paris) est un prêtre catholique français de spiritualité bénédictine. Figure du catholicisme traditionnel, il est membre de la Fraternité sacerdotale Saint-Pierre.

## Biographie
Fils d'Hervé Le Barbier de Blignières, il est élève au Lycée militaire de Saint Cyr l'École, puis intègre l'École spéciale militaire de Saint-Cyr à Coëtquidan en 1972, dans la promotion Linares,.
À sa sortie en 1974, il entre dans la communauté bénédictine de Martigny, en Valais, comme son frère Louis-Marie de Blignières.
Il est ordonné prêtre par Marcel Lefebvre en 1979.
En 1986, il prend la responsabilité de la communauté traditionnelle formée autour du chanoine Roussel, en l'église Saint-Louis du Port-Marly, dans les Yvelines. L'église est alors occupée par des fidèles traditionnalistes. Le 30 mars 1987, à la demande de l'évêque de Versailles, les forces de l'ordre expulsent les occupants illégaux, y compris Bruno de Blignières,. L'abbé de Blignières est ensuite assigné en référé par le père Caro, curé officiel de la paroisse,.
Après l'affaire des sacres en 1988, il quitte la Fraternité Saint-Pie-X pour intégrer la Fraternité Saint-Pierre. La même année, il fonde, à Port-Marly, l'école Sainte-Geneviève, une école privée hors contrat, dont il est le directeur.

## Publications
- Avec Louis-Marie de Blignières (dir.), Priorités éducatives, Poitiers, Dominique Martin Morin, 2014, 269 p.